# Francesco da Paola
Francesco da Paola (Paola, 27 marzo 1416 – Castello di Plessis-lez-Tours, 2 aprile 1507) è stato un religioso italiano, proclamato santo da papa Leone X il 1º maggio 1519. Eremita, ha fondato l'Ordine dei Minimi.

## Biografia

### La giovinezza
Francesco nacque a Paola, in Calabria Citeriore, Regno di Napoli (oggi in provincia di Cosenza), il 27 marzo 1416 da Giacomo Martolilla, e Vienna da Fuscaldo. La famiglia di Giacomo proveniva da Cosenza, e ancora prima originaria di Messina. Il nome venne dato al bambino in onore a san Francesco d'Assisi, per l'intercessione del quale i due coniugi chiesero la grazia di un figlio, pur trovandosi già in età avanzata. Alcuni anni dopo nacque una seconda figlia, Brigida. Da bambino, Francesco contrasse una forma grave d'infezione ad un occhio, tanto che i genitori si rivolsero nuovamente all'intercessione del santo d'Assisi. Fecero quindi voto che in caso di guarigione il piccolo avrebbe indossato per un anno intero l'abito dell'ordine francescano. La malattia si risolse senza quasi lasciare traccia.
Fin da piccolo, Francesco fu particolarmente attratto dalla pratica religiosa, denotando umiltà e docilità all'obbedienza. All'età di tredici anni narrò della visione di un frate francescano che gli ricordava il voto fatto dai genitori. Accolto nel convento francescano di San Marco Argentano, vi rimase per un anno, adempiendo alla promessa dei genitori. Il tempo trascorso nella comunità evidenziò le attitudini mistiche del giovane, compresi quei fenomeni soprannaturali che accompagneranno tutta la sua biografia, aumentandone la fama in vita e il culto dopo la morte. Durante quest'anno di dedizione al convento, il piccolo Francesco si adoperò nell'osservanza regolare e nello sbrigare le mansioni umili della casa, e praticava già molti digiuni e astinenze. Si racconta di come portasse i carboni ancora ardenti nelle mani per accendere il fuoco, senza nulla soffrire del dolore. Il giovane Francesco trovava meditazione in una grotta, ubicata nella tenuta del convento, in solitudine, nel quale ebbe la visione di San Francesco d'Assisi oggi luogo di pellegrinaggio e devozione in San Marco Argentano, sotto il nome di "La Benedetta". Concluso l'anno, i frati avrebbero voluto trattenerlo con loro, ma Francesco conservava il desiderio di conoscere anche altre modalità di vita consacrata prima di fare la sua scelta. Nel 1430 svolse, con la famiglia, un lungo pellegrinaggio che, avendo Assisi come meta principale, coinvolse alcuni dei principali centri della spiritualità cattolica italiana: Loreto, Roma e Montecassino, toccando anche i romitori del Monte Luco.

### La vita eremitica
Rientrato a Paola, iniziò un periodo di vita eremitica, utilizzando un luogo impervio compreso nelle proprietà della famiglia e suscitando lo stupore dei paolani. Nel 1435, altri si associarono a questa esperienza, riconoscendolo come guida spirituale. Con i suoi, costruì una cappella e tre dormitori, dando di fatto inizio all'esperienza, tuttora in corso, dell'Ordine dei Minimi. Alle prime adesioni, se ne aggiunsero molte altre, tanto che il 31 agosto 1452 il nuovo arcivescovo di Cosenza, monsignor Pirro Caracciolo, concesse l'"approvazione diocesana", atto che comportava la facoltà di istituire un oratorio, un monastero e una chiesa. E proprio l'edificazione del nuovo monastero fu l'occasione che i concittadini di Francesco utilizzarono per attestargli la loro profonda stima: persino i nobili paolani fecero da operai per affrettarne la costruzione. La fama di santità di Francesco si diffuse rapidamente, tanto che nel 1467 Papa Paolo II inviò a Paola un suo emissario per avere notizie sull'eremita calabrese. Rientrato a Roma, l'inviato pontificio, monsignor Baldassarre De Gutrossis, presentava un rapporto positivo sulla vita di preghiera e austerità che pervadeva il monastero. Talmente ne era rimasto colpito da aggregarsi anche lui alla comunità dei Minimi, prendendo il nome di Baldassarre da Spigno.
Il 4 luglio dello stesso anno, quattro cardinali firmarono la lettera che concedeva l'indulgenza a coloro che avrebbero contribuito alla costruzione della chiesa del monastero da Paola, nonché a coloro che l'avrebbero visitata. Nel 1470 ebbe inizio il procedimento giuridico-canonico per l'approvazione definitiva del nuovo ordine di eremiti. La "causa paolana" fu patrocinata da monsignor Baldassarre da Spigno. Il 17 maggio 1474, Papa Sisto IV riconosceva ufficialmente il nuovo ordine con la denominazione: "Congregazione eremitica paolana di San Francesco d'Assisi". Il riconoscimento della regola di estrema austerità venne invece con Papa Alessandro VI, in concomitanza col mutamento del nome in quello, ancora attuale, di "Ordine dei Minimi". Con l'approvazione, gli eremitaggi, sul modello di quello di Paola, fiorirono in Calabria e Sicilia. Paterno Calabro nel 1472, Spezzano della Sila nel 1474, Corigliano Calabro nel 1476, e Milazzo nel 1480, furono gli apripista. Francesco, che nel frattempo aveva trovato stabile dimora a Paterno Calabro, divenne quindi un punto di riferimento essenziale per la gente e per i poveri della sua terra. A lui ci si rivolgeva per consigli di carattere spirituale ma anche per consigli più prettamente pratici.

### La situazione politica
Il Regno di Napoli era in quel periodo retto dagli aragonesi, anche se localmente il potere effettivo veniva retto dalle famiglie nobiliari secondo quello che era il sistema feudale. Naturalmente le condizioni di vita non erano facili per la maggioranza della popolazione, che occupava il livello sociale più basso. Francesco adempì anche in tale contesto storico la missione della diffusione della vita cristiana.

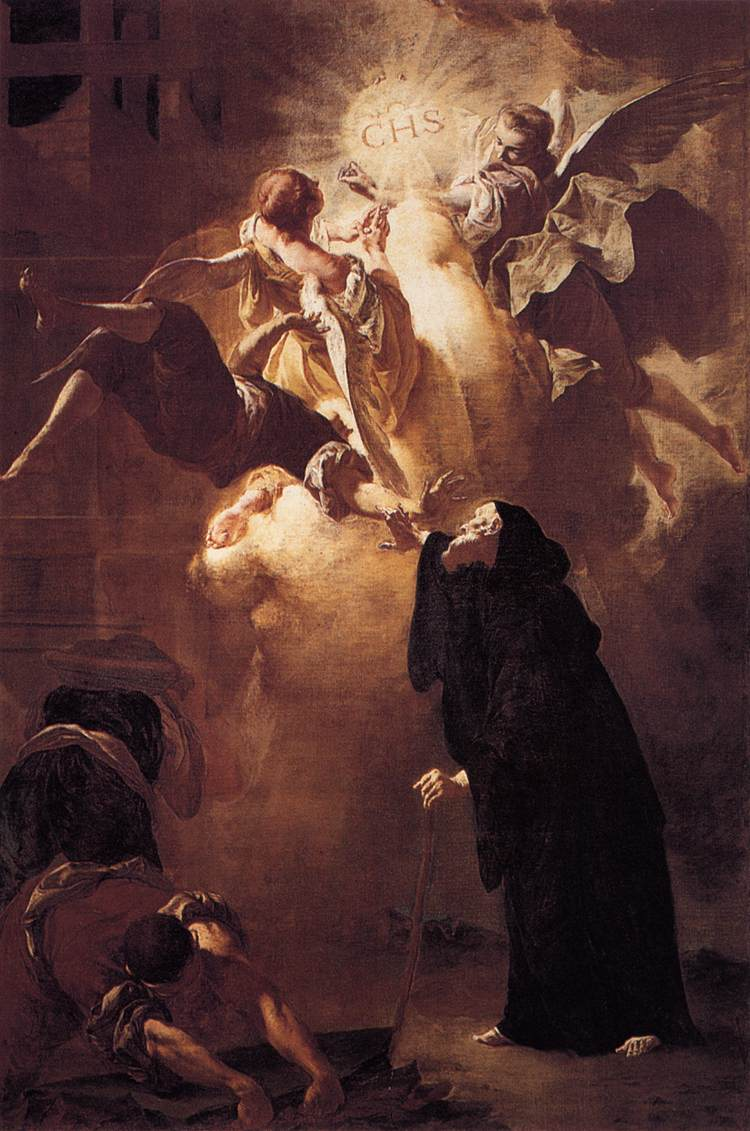
Francesco Capella, Miracolo di San Francesco da Paola, Olio su tela, 250 x 180 cm

Fra i fenomeni soprannaturali attribuiti a Francesco vi è quello della guarigione di un ragazzo affetto da un'incurabile piaga a un braccio, sanata con delle banali erbe comuni; lo sgorgare miracoloso dell'acqua della "Cucchiarella", che Francesco fece scaturire colpendo con il bastone una roccia presso il convento da Paola e che ancora è meta di pellegrinaggi; le pietre del miracolo, che restarono in bilico mentre minacciavano di cadere sul convento ("Fermatevi, per carità"). A Napoli davanti al Re che voleva tentarlo con un vassoio pieno di monete d'oro offerte per la costruzione di un convento, San Francesco rifiutò, prese una moneta, la spezzò e ne fece uscire sangue. Il sangue che usciva dalle monete era quello dei sudditi, del popolo che subiva i potenti.
Francesco era molto affezionato a un agnellino che aveva chiamato Martinello. Un giorno gli operai, mentre lavoravano, ebbero fame e decisero di mangiare il povero agnellino. Dopo averlo cotto e consumato, gettarono le ossa e i resti nella fornace. San Francesco cominciò subito a cercarlo e chiese agli operai che lavoravano al convento da Paola se avessero visto il suo Martinello; essi negarono, ma quando cominciò a chiamarlo l'agnellino uscì dalle fiamme completamente sano e in vita. Appena l'agnellino uscì dalla fornace fu grandissimo lo stupore e l'imbarazzo degli operai nei confronti di San Francesco.
Del 1º aprile 1464 è il miracolo fatto dal Santo a Galatro. In quell'anno di carestia Cola Banaro ed altri otto operai, tutti di Arena (Italia), si dirigevano verso la piana di Terranova per trovare lavoro. Attraversato il passo di Borrello e giunti in territorio di Galatro, essi s'imbatterono in San Francesco diretto in Sicilia. Questi chiese loro un po' di pane ma essi, già a loro volta affamati, risposero che non ne avevano neppure un pezzetto. Allora San Francesco disse: "Datemi le vostre bisacce, perché dentro c'è del pane". Cola diede le bisacce al Santo che le aprì e vi trovò pane bianchissimo, ancora caldo e fumante. Tutti mangiarono di quel pane, e quanto più ne mangiavano tanto più esso aumentava. Per tre giorni gli operai e San Francesco si alimentarono di quel pane. Esiste ancora oggi nella località del miracolo un casolare sulla cui parete esterna è affrescata un'immagine del Santo che risale al '600. Ma il "miracolo" più famoso è certamente quello noto come "l'attraversamento dello Stretto di Messina" sul suo mantello steso, dopo che il barcaiolo Pietro Coloso si era rifiutato di traghettare gratuitamente lui ed alcuni seguaci, che ha contribuito a determinarne la "nomina" a patrono della gente di mare d'Italia. Altro "carisma" attribuito al santo eremita fu la profezia, quando previde che la città di Otranto sarebbe caduta in mano ai turchi nel 1480 e riconquistata dal re di Napoli.

### L'esperienza francese
La notizia delle sue doti di santità e taumaturgia raggiunse anche la Francia, tramite i mercanti napoletani, arrivando nel 1482 al re Luigi XI il quale, ammalatosi gravemente, lo mandò a chiamare chiedendogli di visitarlo. Francesco era molto restio all'idea di lasciare la sua gente bisognosa, tanto da indurre il sovrano francese a inviare un'ambasceria presso Papa Sisto IV affinché ordinasse a Francesco di recarsi presso di lui. Il Papa e il re di Napoli colsero l'occasione per rinsaldare i fragili rapporti con l'allora potentissima Francia, intravedendo, in prospettiva, la possibilità di raggiungere un accordo per abolire la Prammatica Sanzione di Bourges del 1438. Ci vollero alcuni mesi però per convincere Francesco, che aveva quasi 67 anni, a lasciare la sua terra per attraversare le Alpi, e ad abbandonare il suo stile di vita austero per passare a vivere in un palazzo reale.
Il 2 febbraio 1483, partendo da Paterno Calabro, Francesco, insieme a Bernardino Otranto di Cropalati, Giovanni Cadurio da Roccabernarda e Nicola d'Alessio suo nipote, lasciò la Calabria alla volta della Francia: risalendo per il Vallo di Diano si fermò prima a Polla, poi nell'abbazia di Santa Maria La Nova di Campagna e a Salerno. Passò per Napoli dove fu accolto da una grande folla acclamante e dallo stesso re Ferdinando I.
A Roma incontrò diverse volte Papa Sisto, che gli affidò diversi incarichi. S'imbarcò quindi a Civitavecchia per la Francia. Al suo arrivo presso la corte, nel Castello di Plessis-lez-Tours, Luigi XI gli s'inginocchiò. L'eremita non lo guarì dal male, ma la sua azione portò a un miglioramento dei rapporti tra la Francia e il Pontefice. Francesco visse in Francia ventiquattro anni e seppe farsi apprezzare dal popolo semplice come dai dotti della Sorbona. Molti religiosi francescani, benedettini ed eremiti, affascinati dal suo stile di vita, si aggregarono a lui anche in Francia, contribuendo all'universalizzazione del suo ordine. Questo comportò gradualmente il passaggio da un puro eremitismo a un vero e proprio cenobitismo, con la fondazione di un secondo ordine (per le suore) e un terzo (per i laici). Le rispettive regole furono approvate da Papa Giulio II il 28 luglio 1506. Il re Carlo VIII, successore di Luigi XI, stimò molto Francesco e contribuì alla fondazione di due monasteri dell'Ordine dei Minimi, uno a Plessis-lez-Tours e uno sul monte Pincio a Roma, del quale fa parte anche la Chiesa della Trinità dei Monti. Nel 1498, alla morte di Carlo VIII, ascese al trono Luigi XII che, benché Francesco chiedesse di tornare in Italia, non lo concesse. Il santo eremita aveva ormai 82 anni, e da 15 viveva in terra straniera: sarebbe rimasto lì per altri 9, fino alla morte.

### L'epilogo e l'eredità spirituale
Dopo aver trascorso gli ultimi anni in serena solitudine, morì in Francia a Plessis-lez-Tours il 2 aprile 1507, un venerdì santo, a ben 91 anni, età più che ragguardevole per l'epoca. Approssimandosi la sua fine, chiamò a sé i suoi confratelli sul letto di morte, esortandoli alla carità vicendevole e al mantenimento dell'austerità nella regola. Provvide alla nomina del vicario generale e infine, dopo avere ricevuto i sacramenti, si fece leggere la Passione secondo Giovanni.
Venne sepolto nella chiesa dei Minimi di Plessis-lez-Tours, oggi La Riche.

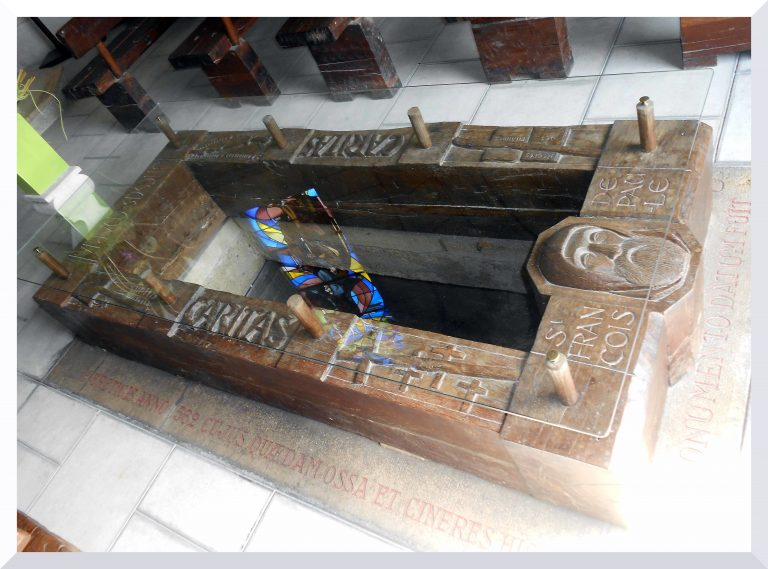
Chiesa dei Minimi, tomba di San Francesco da Paola

## Culto
Fu canonizzato il 1º maggio 1519, a soli dodici anni dalla sua morte, durante il pontificato di Papa Leone X (al quale predisse l'elezione al soglio pontificio quando questi era ancora bambino), evento molto raro per i suoi tempi. Il 13 aprile 1562, degli ugonotti forzarono la sua tomba, trovarono il corpo incorrotto e vi diedero fuoco. A causa dell'incendio sono rimaste pochissime reliquie, conservate in massima parte nei conventi dei Minimi, fra cui Palermo, Milazzo e Paola. La sua festa si celebra il 2 aprile, giorno della sua nascita al Cielo. Tuttavia, non potendosi spesso celebrare come festa liturgica perché quasi sempre ricorre in Quaresima, la si festeggia ogni anno a Paola nell'anniversario della sua canonizzazione, il 1º maggio. La notizia, però, arrivò a Paola tre giorni dopo; per questo i festeggiamenti si tengono dall'1 al 4 maggio.
Urbano VIII il 23 marzo 1630 lo dichiara Patrono del Regno di Sicilia.
Clemente XII il 6 settembre 1738 conferma questo patronato, poi il 12 settembre lo nomina e il 18 marzo 1739 lo conferma quale Patrono principale del Regno di Napoli, e infine, il 15 luglio 1739, conferma questi patronati come privilegi perpetui.
Gregorio XVI il 10 maggio 1839, accogliendo la supplica di Padre Gaspare Montenero, Procuratore Generale dell’Ordine, considerato che spesso il 2 aprile ricade nell’àmbito della Settimana Santa, concede che la solennità di Francesco da Paola, con la recita dell’Ufficio, sia in perpetuo trasferita alla seconda domenica dopo Pasqua, conservando il Rito di prima classe con l’Ottava.
Pio XII il 27 marzo, col Breve "Quod Sanctorum Patronatus", lo proclama "Celeste Patrono dei Marittimi d'Italia". Nel Breve si dice che viene proclamato Confessore e speciale Patrono Celeste presso Dio delle associazioni proposte alla cura della gente di mare, delle società di navigazione e di tutti i marittimi della Nazione Italiana.
Giovanni XXIII il 22 giugno 1962 lo proclama “Celeste Patrono presso Dio della Calabria”.
1990 - L'UNICEF Lo proclama “Ambasciatore dei bambini e dei giovani di tutta la Calabria”.
Nelle raffigurazioni religiose san Francesco viene rappresentato:
- Vestito di un saio, con un bastone in mano e una barba bianca fluente.
- Mentre attraversa lo stretto di Messina sul suo mantello, che funge da scafo e da vela, sostenuta dal suo bastone, in compagnia di un fraticello.
- Vestito di un saio, mentre regge un teschio con una mano e un flagello con l'altra.
- Mentre levita sopra una folla di fedeli con accanto il motto CHARITAS.

È stato patrono del Regno delle Due Sicilie (oggi di Sicilia) ed è compatrono della città di Napoli. È inoltre il patrono principale della Calabria, dov'è venerato in innumerevoli santuari e chiese fra i quali, in particolare, quelli di Paola, Cosenza, San Fili, Castrovillari, Sant'Agata di Esaro, Castrolibero, Rende, Cittadella del Capo, Polistena, Paterno Calabro, Pizzo Calabro, Tropea, Spezzano della Sila, Pedace, Terranova da Sibari, Corigliano Calabro, Marina Grande di Scilla, Catona di Reggio Calabria e Sambiase di Lamezia Terme (ove è custodita la reliquia del dito indice di san Francesco). Ad Oriolo (CS) è custodito l'alluce del Santo.
Attualmente, parte delle sue reliquie si trovano presso il santuario di San Francesco da Paola, meta di pellegrini, provenienti da tutto il mondo.
In Puglia nel comprensorio dei Cinque reali siti (provincia di Foggia) in tre comuni è praticato il culto di San Francesco; a Stornarella, Carapelle e Orta Nova è venerato come santo protettore. È venerato come Santo Patrono anche a Savelletri in provincia di Brindisi, e in occasione della festa patronale che ricade nella seconda domenica di Agosto avviene la suggestiva processione in mare. 
A Milano gli è dedicata dal 1735 una chiesa in stile barocchetto lombardo.
In Campania, a Sapri è venerato San Francesco per il quale tutti gli anni, la terza domenica di luglio si fa festa con una processione in mare; inoltre una statua bronzea del Santo è posta agli inizi del paese e rivolta verso il mare, a protezione di tutti i marinai.
Il miracolo dell'attraversamento dello Stretto di Messina è tema di una composizione (da le "Leggende") di Franz Liszt, che si ispira al XXXV capitolo della Vita di San Francesco da Paola.
Una lunga tradizione storiografica attribuì al Santo la composizione di un poemetto attualmente conservato nella Biblioteca Nazionale di Francia, ma recentemente un attento studio filologico e linguistico ha potuto invalidare con certezza questa attribuzione (Distilo 1979). Molti dubbi restano sull'appartenenza alla sua mano delle lettere più volte edite dagli agiografi (a partire dalla raccolta seicentesca di frate Francesco Preste da Longobardi).

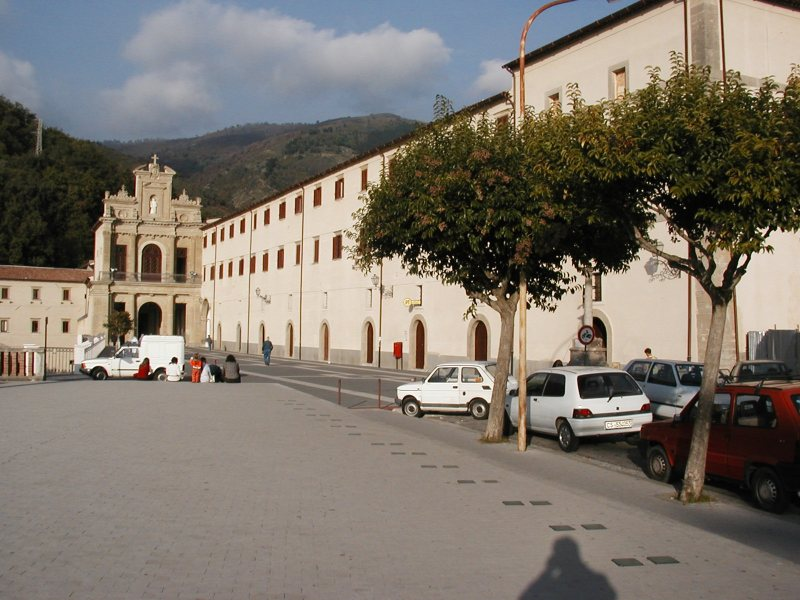
Veduta del Santuario da Paola